# André
André — uneori Andre   — este un prenume folosit în limbile franceză și portugheză, dar și în Statele Unite, fiind o varietate a prenumelui Andrew. La rândul său, André este o variație a prenumelui Andreas, originar din limba greaca, o formă a numelor compuse având rădăcina lingvistică andr-, însemnând om și/sau războinic.

### Nume similare în varii limbi
Nume similare (cognate names) sunt:
- bulgară — Andrei
- catalană — Andreu
- cehă — Andrej, Ondřej
- estoniană — Andres
- finlandeză — Antero
- franceză — André
- galeză — Andras
- germană — Andreas
- irlandeză — Aindrias, Aindréas, Aindriú
- italiană — Andrea
- japoneză — アンデルー (Anderuu), アンデル (Anderu)
- letonă — Andrejs
- lituaniană — Andrius
- maghiară — András, Endre
- malteză — Indri
- neerlandeză — Andries
- poloneză — Andrzej, Jędrzej
- portugheză — André
- română — Andrei
- sârbă — Andrija
- slovenă — Andrej
- ucraineană — Andrii
- scoțiana galeză — Aindrea, Anndra
- Scandinavia — Anders - acest nume este popular în  Norvegia și  Suedia. [2][3]
- spaniolă — Andreas

### Oameni
Persoane notabile, având acest prenume, includ și pe cei de mai jos. 
- Andre Agassi, jucător american de tenis;
- André Aleman, om de știință Țările de Jos;
- Andre Anis, jucător de fotbal din  Estonia;
- André Béguin (n. în 1897), criminal de război elvețian și comandant al lagărului de concentrare Wauwilermoos, din timpul celui de-al doilea război mondial;
- Andre Carter, jucător american de fotbal american;
- Andre Dawson, jucător american de baseball;
- André-Marie Ampère, fizician francez;
- André Benjamin, cunoscut ca André 3000, muzician american, producător muzical și actor;
- André Breton, scriitor și teoretician francez;
- André Burakovsky, jucător de hochei din  Suedia;
- André Chénier, poet francez,  Franța;
- André Citroën, inventator și inginer francez;
- André Frédéric Cournand, doctor și fiziolog francez;
- André Derain, pictor francez;
- Andre Geim, fizician britano-neerlandez;
- André Gide, scriitor francez;
- André de Gouveia, umanist și pedagog portughez;
- André Grétry, compozitor francez;
- André Haefliger, matematician din  Elveția;
- Andre Hollins, jucător american de basketball;
- Andre Iguodala, jucător american de basketball;
- André Kuipers, astronaut neerlandez;
- André Lafargue (1917–2017), critic teatral și jurnalist francez;
- André Le Nôtre, arhitect francez;
- André Leon Talley, jurnalist de modă american;
- André Lotterer, pilot de curse germano-belgian;
- Andre McCarter (n. 1953), jucător american de basketball;
- André Michel Lwoff, biolog francez;
- André Malraux, scriitor francez;
- André Maurois, scriitor francez;
- André Masséna, comandant militar francez din timpul Revoluției franceze și a Războaielor Napoleoniene;
- André Furtado de Mendonça, guvernator portughez al Indiei coloniale;
- Andre Miller, jucător american de baskeball;
- André Ooijer, jucător neerlandez de fotbal;
- Andre President, jucător american de fotbal american;
- André Previn, muzician german-american;
- André de Resende, arheolog portughez renascentist;
- André Rebouças, inginer și aboliționist din  Brazilia;
- André Rieu, violinist și dirijor neerlandez;
- Andre Russell, cricketer din  Jamaica și Indiile de Vest;
- André Salvat (1920–2017), colonel al armatei franceze;
- André Seznec, inginer francez;
- André Schubert, fostbalist și manager din  Germania)
- André Schürrle, fotbalist german;
- Andre Smith (fotbal american), jucător de fotbal american;
- André Soares, arhitect portughez;
- André Spicer, educator și profesor de comportament organizațional din Noua Zeelandă;
- Andre Spitzer (1945-1972), antrenorul echipei olimpice de scrimă a statului  Israel la Jocurile Olimpice din München și victimă al masacrului de atunci;
- Andre Strode, jucător de fotbal american;
- André the Giant (André Roussimoff), actor și luptător francez;
- André Thapedi, avocat și politician american;
- Andre Tippett (n. 1959), jucător de fotbal american;
- André Villas-Boas, manager de fotbal portughez;
- Andre Wisdom, jucător de fotbal din  Anglia;
- Andre Young, mult mai cunoscut ca Dr. Dre, rapper american și producător muzical.

### Alte utilizări
- André (piesă), piesă de teatru din 1798 de William Dunlap
- Andre the Seal

### Alte articole similare
- Andreea
- Andrei
- Andreas
- Andrey
- André
- André (dezambiguizare)
- André (muzician)
- Andrè (formație)
- Andrey
- Jean-André